# Stroești (okręg Jassy)
Stroești – wieś w Rumunii, w okręgu Jassy, w gminie Todirești. W 2011 roku liczyła 465 mieszkańców.